# 短萼谷精草
短萼谷精草（学名：Eriocaulon yaoshanense var. brevicalyx）为谷精草科谷精草属下的一个变种。

## 扩展阅读
- 維基物種上的相關：短萼谷精草